# Ryota Oshima
Ryota Oshima (大島 僚太, Oshima Ryota, Shizuoka, 23 januari 1993) is een Japans voetballer die als middenvelder speelt bij Kawasaki Frontale.

## Clubcarrière
Oshima tekende bij Kawasaki Frontale in 2011.

## Japans voetbalelftal
Oshima nam met het Japans voetbalelftal deel aan de Olympische Zomerspelen 2016. Oshima maakte op 1 september zijn debuut voor het Japans voetbalelftal tijdens een kwalificatiewedstrijd voor het wereldkampioenschap 2018 tegen Verenigde Arabische Emiraten.

## Statistieken
| Japans voetbalelftal | Japans voetbalelftal | Japans voetbalelftal |
| Jaar                 | Wed.                 | Dlp.                 |
| -------------------- | -------------------- | -------------------- |
| 2016                 | 1                    | 0                    |
| 2017                 | 1                    | 0                    |
| 2018                 | 3                    | 0                    |
| 2019                 | 2                    | 0                    |
| Totaal               | 7                    | 0                    |